# Червеноклюн тъкач
Червеноклюн тъкач (Quelea quelea) е вид птица от семейство Ploceidae. Видът е незастрашен.

## Разпространение
Видът е разпространен в Ангола, Бенин, Ботсвана, Буркина Фасо, Бурунди, Габон, Гамбия, Гана, Гвинея-Бисау, Еритрея, Етиопия, Замбия, Зимбабве, Камерун, Република Конго, Демократична република Конго, Кот д'Ивоар, Кения, Лесото, Малави, Мали, Мавритания, Мозамбик, Намибия, Нигер, Нигерия, Руанда, Сенегал, Сомалия, Судан, Свазиленд, Танзания, Уганда, Централноафриканската република, Чад, Южна Африка и Южен Судан.